# Schoenicola
Schoenicola là một chi chim trong họ Locustellidae.

## Các loài
- Schoenicola brevirostris
- Schoenicola platyurus